# JK'S RADIO SHOW NO JOKE!
『JK'S RADIO SHOW NO JOKE!』（ジェイケイズ・レディオ・ショー・ノー・ジョーク）は、2001年4月7日から同年12月29日までエフエム九州 (CROSS FM) で放送されていたワイド番組である。

## 概要
放送時間は毎週土曜 14:00 - 17:00 （日本標準時）、博多駅GIGAスタジオからの生放送。「ジョウダンじゃない!!真剣な何かがあるようなそんな感じの番組（かもしれない）」をコンセプトとする番組で、内容は音楽とバラエティ企画が中心であった。
ナビゲーターは、「JK」こと北野順一が務めていた。当時同局の『北野CLUB』を担当していたJKが土曜午後にも登場するということで、番組は話題になった。JKは1999年春から東京を中心に活動していたため、『北野CLUB』も東京のスタジオを借りて放送されていた。そのため、久し振りの福岡からの生放送番組ということもあり、多くのリスナーたちがスタジオに集まって生放送の様子を見守っていた。生放送の終了後にはJKがスタジオの外に出てきて、リスナーたちと交流する時間を取っていた。
放送第1回と最終回においてはFAXとEメールのほかに、電話によるリスナーメッセージもCROSS FM北九州本社スタジオにて受け付けた。また最終回では、リスナーが西日本工業大学の試験を3時間にわたって受けるというコンセプトで数々の問題を出していき、彼らからの解答を募集する企画「西日本工業大学仮想入試編」を行った。この企画のスポンサーは、西日本工業大学自身が務めた。